# Bunny in Bunnyland
Bunny in Bunnyland è un cortometraggio muto del 1915 diretto da Carl Francis Lederer.

## Produzione
Il film fu prodotto dalla Vitagraph Company of America.

## Distribuzione
Distribuito dalla General Film Company, il film - un cortometraggio in una bobina - uscì nelle sale cinematografiche statunitensi il 2 giugno 1915.